# Егалитаризъм
Егалитаризъм (на френски: égalitarisme, от égalité – равенство, от égal – равен) има две основни значения: от една страна като идеологическа доктрина, която поддържа, че хората трябва да бъдат разглеждани като равни и да имат същите идеологически, икономически, социални и граждански права, от друга това е социалната философия, която защитава премахването на икономическите неравенства между хората или концепцията за общество с равни възможности на членовете му до управлението и материалните блага.
По отношение на семейството егалитаризмът приема равни права на съпрузите в тяхната обществена реализация.
Смята се, че днешното разграничение между високи и ниски социални класи започва от селскостопанската революция и в предишното общество на лова, такова разделение не е съществувало.

## Форми
Като форми на егалитаризма могат да бъдат включени икономическият егалитаризъм, правният егалитаризъм, егалитаризъм на благоденствието, политическият егалитаризъм, възрастовият егалитаризъм, расово равенство, егалитаризъм базиран на имуществото и християнски егалитаризъм.

## Философия
На културно равнище егалитарните теории са сложно развивани и приемани през последните две столетия. Сред известните широко егалитарни философии са социализмът, комунизмът, анархизмът, левият либертарианизъм и прогресивизмът, като всички те предлагат икономически, политически и правен егалитаризъм. Тоест егалитаризмът като философско разбиране за обществото се противопоставя на елитаризма, например егалитаризмът понякога се разглежда като разновидност на утопичния социализъм, основан на всеобща уравновиловка, като база на обществен живот.
Някои егалитарни идеи се радват на широка подкрепа сред много от интелектуалците в повечето страни по света. Но дали тези идеи са били значително приложени в практиката, остава спорен въпрос. Например някои твърдят, че модерната репрезентативна демокрация е осъществяване на политическия егалитаризъм, докато други твърдят, че в действителност повечето политическа власт все още остава в ръцете на управляващата класа, много повече отколкото в ръцете на хората.